# Karin Neugebauer
Karin Neugebauer(später Fröbel) (* 5. Dezember 1955 in Leipzig) ist eine ehemalige deutsche Schwimmerin, die für die DDR startete.
Mit 14 Jahren konnte sie ihren ersten und auch einzigen internationalen Titel erringen, als sie bei den Schwimmeuropameisterschaften 1970 über die 800 Meter Freistil mit neuem Europarekord (9:29,1 min) gewinnen konnte. Bedingt durch den plötzlichen Tod ihres Vaters, Prof. Dr. Hanns-Peter Neugebauer, konnte sie diese Leistung später nicht mehr bestätigen und beendete daher 1972 mit erst 16 Jahren ihre Karriere als Schwimmerin. Sie war danach als Lehrerin tätig und ist heute Seniorin.
| Personendaten    | Personendaten                            |
| ---------------- | ---------------------------------------- |
| NAME             | Neugebauer, Karin                        |
| ALTERNATIVNAMEN  | Fröbel, Karin                            |
| KURZBESCHREIBUNG | deutsche Schwimmerin                     |
| GEBURTSDATUM     | 5. Dezember 1955                         |
| GEBURTSORT       | Leipzig, Deutsche Demokratische Republik |